# Voorschoten

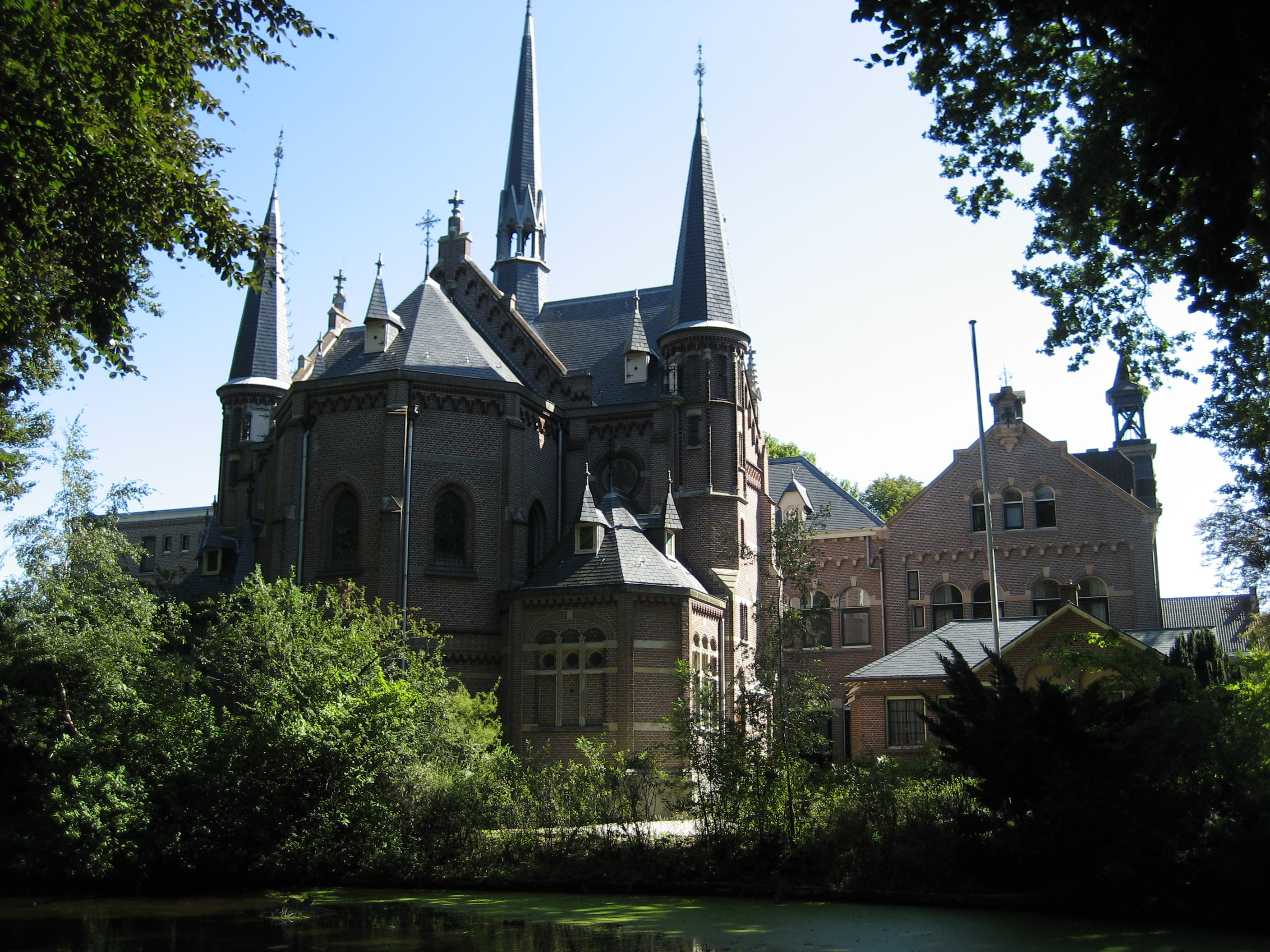
kościół w Voorschoten

Voorschoten – gmina w zachodniej Holandii, w prowincji Holandia Południowa. Wchodzi w skład konurbacji Randstad.
Jest gminą partnerską dla litewskich Druskienik.

## Współpraca
Miejscowość partnerska:
- Schoten, Belgia